# Biznes Info
Biznes Info (INFObiznes - nazwa używana w ramówce; wcześniej Serwis ekonomiczny TVP Info, Biznes serwis ekonomiczny, Kurier Biznes) – program informacyjny TVP Info poruszający tematykę finansową, gospodarczą i biznesową.
Program emitowany jest tylko w dni robocze.
W programie emitowane są najświeższe informacje z polskich i zagranicznych rynków finansowych oraz najważniejsze informacje gospodarcze i biznesowe, zarówno krajowe jak i zagraniczne.

## Formuła programu

### Przed 2008
Program w ciągu dnia był emitowany w kilku formułach. Od 6:19 do 10 mniej więcej co pół godziny  emitowane były około trzyminutowe bloczki informacyjne zawierające 4 lub 5 najważniejszych informacji gospodarczych z kraju i ze świata. O 10 po raz pierwszy w programie pojawia się prowadzący, który relacjonuje na żywo sytuację na rynkach finansowych ze studia na warszawskiej Giełdzie Papierów Wartościowych. O 11 program ma dłuższą formułę, zazwyczaj trwa około 25 minut, jest nadawany ze studia w siedzibie TVP, a wydarzenia gospodarcze komentują w nim zaproszeni do studia analitycy finansowi i ekonomiści. Kolejne wydania od godziny 12 trwają ponownie około 3 minut, są emitowane parę minut po pełnej godzinie i prowadzone są ze studia giełdowego. W soboty nadawany był również program Biznes Tydzień.

### 2008–2013
Program był nadawany o 10:10 (z dopiskiem otwarcie dnia), 12:20 i 16:50. Podczas każdego programu następowało połączenie ze studiem na Giełdzie Papierów Wartościowych w Warszawie i prezentacja kursów walut. Łączenia ze studiem na Giełdzie Papierów Wartościowych w Warszawie następowały czasem w ramach Info Poranka. Od 2010 do 2013 program prowadzony był przez prowadzących Serwis Info, następnie przez krótki okres przez dziennikarzy biznesowych.

### 2013–2017
Wraz z nową formułą TVP Info zmieniła się formuła programu. Nazwę zmieniono na Biznes Info (nazwa podawana w ramówce stacji to INFObiznes), program emitowany był kilka razy dziennie. Po krótkim czasie zlikwidowano dodatkowe wydania programu i pozostawiono wydanie o 19:30. Przy rozpoczęciu programu prowadzący przedstawia zagadkę dla widzów, następnie podsumowanie wydarzeń dnia oraz rozmawia z zaproszonym gościem. Na zakończenie programu przedstawiana jest odpowiedź na zadane pytanie.

### 2017–2018
Program był nadawany około godziny 19:00 w trakcie Serwisu Info oraz podczas Info Dnia podczas serwisów około 12:00 i 15:00. 